# Alupilot-17M-Klasse
Die Alupilot-17M-Klasse ist eine Serie von schnellen Lotsenbooten, die seit 2008 in Norwegen und seit 2010 in Deutschland im Einsatz ist. Entworfen und gebaut wurde die Klasse von der schwedischen Dockstavarvet.

## Norwegen
Die Klasse ist eine Weiterentwicklung von Lotsenbooten, die bereits seit 1996 im Einsatz sind. Der Schiffsrumpf ist aus Aluminium gefertigt und besonders für die rauen Bedingungen an der norwegischen Westküste ausgelegt. Als Besonderheit verfügen die Boote über eine Heizung für das Oberdeck und die Reling, um sie bei Temperaturen unter dem Gefrierpunkt eisfrei zu halten. Das erste Boot dieser Klasse wurde im Mai 2008 für die Lotsenstation Fedje abgeliefert.

## Deutschland
Als Ersatz für die in den 1980er Jahren von der Fjellstrand Aluminium Yachts gebauten Lotsenboote, wurden von der Fachstelle Maschinenwesen Nord sechs Boote des Typs Alupilot 17M-ver.2 bei Dockstavarvet in Auftrag gegeben. Sie sind als Selbstaufrichter gebaut und am Heck mit einer Plattform für die Mann-über-Bord-Bergung ausgestattet. Die Boote wurden zwischen Dezember 2010 und Dezember 2011 mit den Namen ihrer Vorgänger in Dienst gestellt. Ein weiteres Lotsenboot, die Medem, wurde im Mai 2022 in Cuxhaven in Dienst gestellt.

## Einheiten
| Baunummer | Name       | Rufzeichen | Ablieferung   | Lotsenstation |
| --------- | ---------- | ---------- | ------------- | ------------- |
| 551       | LOS 116    | 3YAE       | Mai 2008      | Fedje         |
| 557       | LOS 118    | LEZQ       | Juni 2009     | Ålesund       |
| 560       | LOS 120    | LKHJ       | Dezember 2009 | Kristiansund  |
| 561       | LOS 121    | 3YAJ       | Juni 2010     | Tromsø        |
| 562       | LOS 122    | 3YAK       | Juli 2010     | Sandnessjøen  |
| 563       | Laboe      | DBLG       | Dezember 2010 | Kiel          |
| 564       | Holtenau   | DBJI       | Mai 2011      | Kiel          |
| 565       | Travemünde | DBEI       | Mai 2011      | Travemünde    |
| 566       | Schilksee  | DBEJ       | Juli 2011     | Kiel          |
| 567       | Bülk       | DBEK       | Oktober 2011  | Kiel          |
| 568       | Stein      | DBER       | Dezember 2011 | Kiel          |
|           | Medem      | DBPH       | Februar 2022  | Cuxhaven      |